# Домиште
До́миште (болг. Домище) — село в Кирджалійській області Болгарії. Входить до складу общини Кирково.

## Населення
За даними перепису населення 2011 року у селі проживала 401 особа.
Національний склад населення села:
| Національність   | Кількість осіб | Відсоток |
| ---------------- | -------------- | -------- |
| болгари          | 293            | 84,2%    |
| турки            | 54             | 15,5%    |
| цигани           | 0              | 0%       |
| Всього відповіли | 348            |          |

Розподіл населення за віком у 2011 році:
Динаміка населення: